# Pouillé (Loir i Cher)
Pouillé és un municipi francès, situat al departament del Loir i Cher i a la regió de Centre – Vall del Loira. L'any 2007 tenia 797 habitants.

## Demografia

### Població
El 2007 la població de fet de Pouillé era de 797 persones. Hi havia 330 famílies, de les quals 80 eren unipersonals (40 homes vivint sols i 40 dones vivint soles), 123 parelles sense fills, 99 parelles amb fills i 28 famílies monoparentals amb fills.
La població ha evolucionat segons el següent gràfic:
Habitants censats

### Habitatges
El 2007 hi havia 429 habitatges, 345 eren l'habitatge principal de la família, 62 eren segones residències i 22 estaven desocupats. 425 eren cases i 1 era un apartament. Dels 345 habitatges principals, 299 estaven ocupats pels seus propietaris, 43 estaven llogats i ocupats pels llogaters i 3 estaven cedits a títol gratuït; 1 tenia una cambra, 5 en tenien dues, 80 en tenien tres, 108 en tenien quatre i 150 en tenien cinc o més. 307 habitatges disposaven pel capbaix d'una plaça de pàrquing. A 155 habitatges hi havia un automòbil i a 164 n'hi havia dos o més.

### Piràmide de població
La piràmide de població per edats i sexe el 2009 era:
| Homes | Edats   | Dones |
| ----- | ------- | ----- |
| 0     | 95 o +  | 0     |
| 4     | 90 a 94 | 0     |
| 8     | 85 a 89 | 8     |
| 4     | 80 a 84 | 12    |
| 28    | 75 a 79 | 36    |
| 20    | 70 a 74 | 20    |
| 28    | 65 a 69 | 24    |
| 12    | 60 a 64 | 28    |
| 16    | 55 a 59 | 24    |
| 16    | 50 a 54 | 8     |
| 28    | 45 a 49 | 36    |
| 36    | 40 a 44 | 24    |
| 24    | 35 a 39 | 24    |
| 24    | 30 a 34 | 32    |
| 24    | 25 a 29 | 12    |
| 8     | 20 a 24 | 8     |
| 32    | 15 a 19 | 24    |
| 36    | 10 a 14 | 8     |
| 32    | 5 a 9   | 20    |
| 28    | 0 a 4   | 16    |

## Economia
El 2007 la població en edat de treballar era de 460 persones, 345 eren actives i 115 eren inactives. De les 345 persones actives 319 estaven ocupades (173 homes i 146 dones) i 26 estaven aturades (11 homes i 15 dones). De les 115 persones inactives 61 estaven jubilades, 25 estaven estudiant i 29 estaven classificades com a «altres inactius».

### Ingressos
El 2009 a Pouillé hi havia 355 unitats fiscals que integraven 836 persones, la mediana anual d'ingressos fiscals per persona era de 18.467 €.

### Activitats econòmiques
Dels 27 establiments que hi havia el 2007, 2 eren d'empreses extractives, 1 d'una empresa alimentària, 1 d'una empresa de fabricació d'altres productes industrials, 8 d'empreses de construcció, 7 d'empreses de comerç i reparació d'automòbils, 2 d'empreses de transport, 3 d'empreses d'hostatgeria i restauració, 1 d'una empresa immobiliària, 1 d'una empresa de serveis i 1 d'una empresa classificada com a «altres activitats de serveis».
Dels 11 establiments de servei als particulars que hi havia el 2009, 1 era una oficina de correu, 1 taller de reparació d'automòbils i de material agrícola, 2 paletes, 2 guixaires pintors, 2 fusteries, 1 electricista i 2 restaurants.
Dels 2 establiments comercials que hi havia el 2009, 1 era una botiga de menys de 120 m² i 1 una botiga de material de revestiment de parets i terra.
L'any 2000 a Pouillé hi havia 28 explotacions agrícoles que ocupaven un total de 920 hectàrees.

## Equipaments sanitaris i escolars
El 2009 hi havia una escola elemental integrada dins d'un grup escolar amb les comunes properes formant una escola dispersa.

## Poblacions més properes
El següent diagrama mostra les poblacions més properes.